# معاداة الميدان

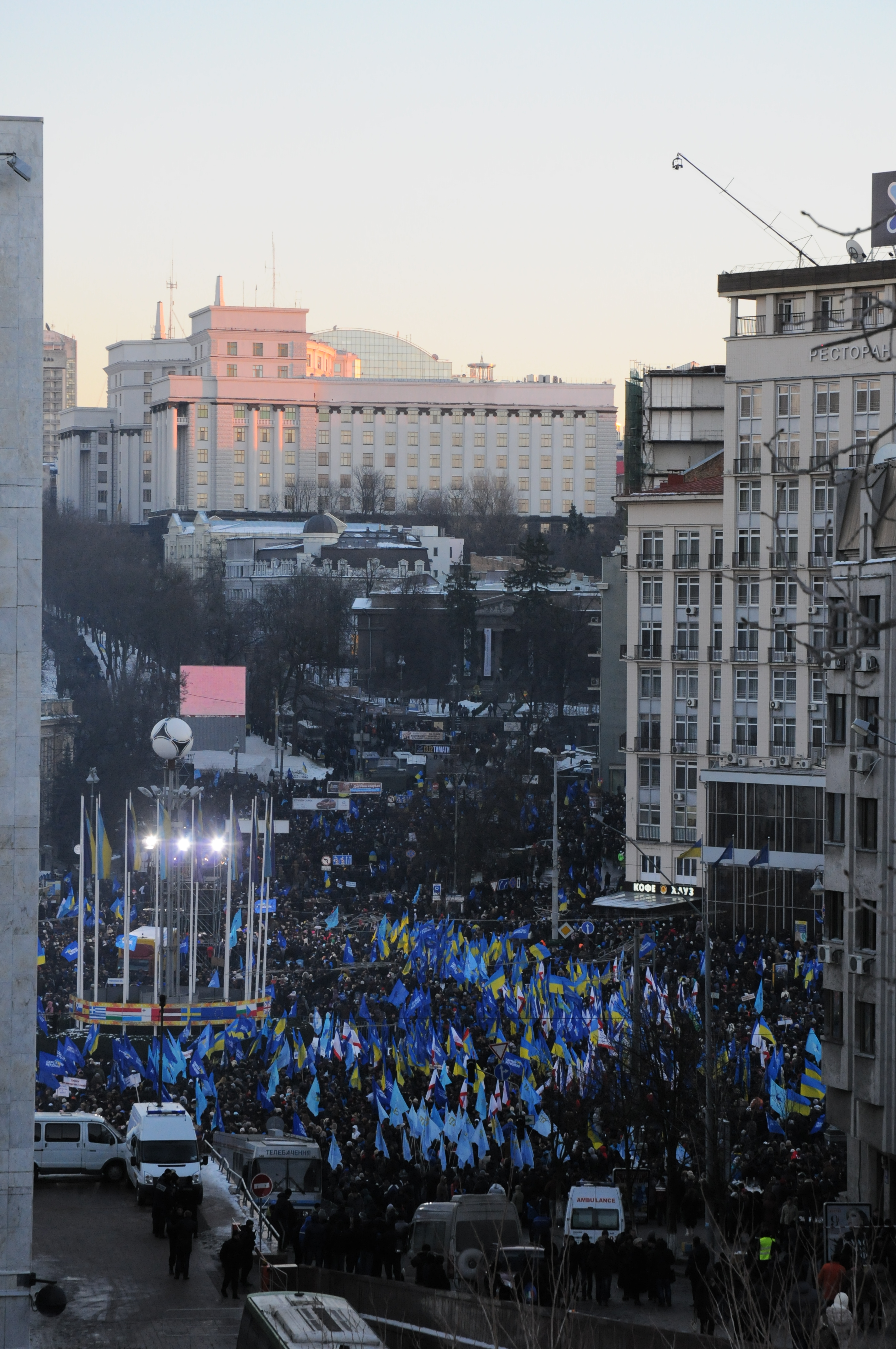
معاداة الميدان في كييف، 14 ديسمبر 2013

معاداة الميدان (بالروسية: Антимайдан)‏ تشير إلى عدد من المظاهرات في أوكرانيا الموجهة أولًا ضد الميدان الأوروبي ثم إلى الحكومة الأوكرانية الجديدة لاحقًا. كان المشاركون الأوليون يؤيدون دعم حكومة ازاروف الثانية، والرئيس فيكتور يانوكوفيتش، وتوثيق العلاقات مع روسيا. انقسم مناهضو ميدان إلى مجموعات أخرى مختلفة عقب الإطاحة بيانوكوفيتش، ثم تداخلت جزئيًا فيما بعد. تراوحت هذه بين الذين يحتجون على العلل الاجتماعية، ومؤيدي أوكرانيا اتحادية، والانفصاليين الموالين لروسيا والقوميين.

## احتجاجات معاداة الميدان حسب التاريخ

### مسيرات نوفمبر 2013
وبحسب ما ورد، فقد جمع احتجاج مضاد مؤيد للحكومة 10 آلاف شخص في 25 نوفمبر (لا يحتوي المرجع على أي معلومات حول الاحتجاجات الموالية للحكومة). يُزعم أن حزب الأقاليم دفع 100 هريفنا أوكرانية لمؤيديه للمشاركة في مسيرة لمدة ثلاث ساعات، حيث دعا أنصاره إلى «بناء أوروبا في أوكرانيا [...] ولكن بشروط وأحكام مواتية لأوكرانيا». وفقًا لصحيفة كييف بوست، حمل المتظاهرون لافتات مناهضة للاتحاد الأوروبي وكارهة للمثليين. في 29 نوفمبر، نظمت مسيرة قوية مؤيدة للحكومة لمدة ساعتين وتكونت من 3000 شخص في الساحة الأوروبية قال عضو البرلمان عن حزب الأقاليم فلاديسلاف لوكيانوف للحشد: «أنا متأكد من أن حركتنا إلى أوروبا لن تتغير أبدًا. نحن نؤيد هذا الاختيار. فلندع الأرض تتحطم من خطواتنا. معًا سنفوز». ذكرت صحيفة كييف بوست مرة أخرى أنه تم تقديم حوافز للحضور، ووصفت الحاضرين في المظهر «بأنهم بلا مأوى؛ ما يزال الكثيرين يبدون سكارى. يتألف الحشد في الغالب من الرجال». تحدثت يورونيوز أن الكثيرين «يتم نقلهم بالحافلات من شرق البلاد حيث المشاعر المؤيدة لروسيا قوية. كما أنهم يحملون أعلامًا وطنية بالإضافة إلى أعلام حزب الأقاليم الحاكم». رفض الكثير من الحشد التحدث إلى يورونيوز.
في 30 نوفمبر، تم إحضار عدة آلاف من المتظاهرين إلى خاركيف في حافلات لتنظيم مسيرة لدعم الحكومة في ميدان الحرية. ورد أن عدد الحافلات كان حوالي 170 في مكان الحادث، وأن عدد عدد الحاضرين كان وفقًا للمنظمين أكثر من 70 ألف؛ أفادت وكالات الأنباء أن حجم الحشد بلغ 40 ألفًا. استمر الحدث لمدة ساعة واحدة فقط. وأشارت تقارير الحضور إلى دفع 50 هريفنا أوكرانية للحضور، وأشارت التقارير إلى أن العديد كانوا عاملين في القطاع العام الذين لم يحضروا من تلقاء أنفسهم. كان التجمع مؤيدًا للإدارة ومؤيدًا للتكامل الأوروبي.
كان من المقرر عقد اجتماع حاشد لدعم الرئيس يانوكوفيتش من قبل إدارة الدولة الإقليمية في دونيتسك وحزب الأقاليم في دونيتسك في 2 ديسمبر، ولكن تم إلغاؤه بسبب الفشل في تنظيم حضور عدد كافٍ من الناس.
في 3 ديسمبر، حضر 1000 شخص مسيرة في كييف نظمها حزب الأقاليم لدعم الرئيس. في اليوم نفسه، أفاد صحفيو Espreso.tv أن حزبًا من الأقاليم نظم مسيرة في كييف دفع خلالها 200 هريفنا أوكرانية للمشاركين عبر إعلانات الوظائف عبر الإنترنت.
في 4 ديسمبر، احتشد 15 ألف في دونيتسك لدعم الرئيس، وكثير منهم تم نقلهم بالحافلات. نفى حزب الأقاليم أي مزاعم بإجبار أي شخص على الحضور.

### ديسمبر 2013؛ مسيرات في حديقة ماريانسكي

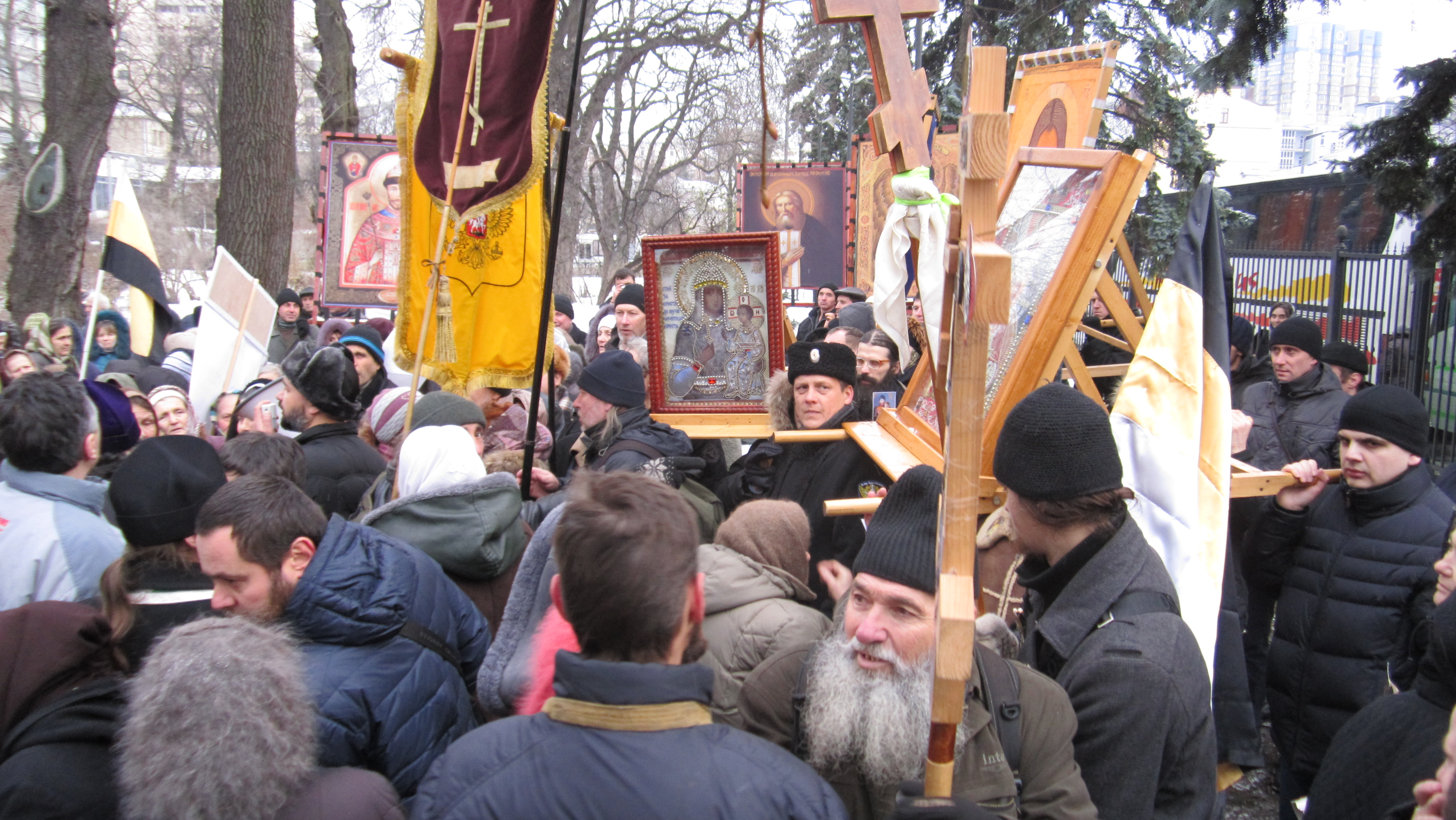
متظاهرون روس أرثوذكس معادون للميدان يلوحون بأعلام الإمبراطورية الروسية واللافتات الأرثوذكسية

بدأت مسيرة وحركة في الخيمة دعمًا للرئيس فيكتور يانوكوفيتش وبمبادرة من حزب الأقاليم في 3 ديسمبر في حديقة ماريينسكي الواقعة بالقرب من مبنى البرلمان الأوكراني. أفادت الخدمة الصحفية لحزب الأقاليم يوم الأحد 6 ديسمبر أن أكثر من 15 ألف شخص شاركوا في مسيرة مؤيدة للحكومة هناك. وفقًا لشرطة المدينة، كان هناك حوالي 3000 شخص في المتنزه في اليوم السابق. قدرت الصحافة عددهم بـ2000. قامت الشرطة بحراسة مشددة لهذا الحدث ليس فقط من المتظاهرين المناهضين للحكومة، ولكن أيضًا من أي صحفي أو متفرج.
وفقًا لـ سيجودنيا، تم تعيين الأشخاص الذين حضروا حدث ماريينسكي بارك الموالي للحكومة أو اضطروا للحضور، وقد أجبروا على البقاء لفترة محددة مسبقًا. وفي إحدى الحوادث التي وقعت في 8 ديسمبر، احتشد المتظاهرون في مسيرة ضد إرادتهم من قبل الأمن المسلح. تحدثت إحدى المتظاهرات شريطة عدم الكشف عن هويتها إلى كييف بوست، أن المشاركين حصلوا في المسيرة على 300 هريفنا أوكرانية أو أكثر من أجل كسب المال من دون الذهاب إلى العمل. كما ذكرت أيضًا حالات لم يُسمح لهم فيها بالخروج من المسيرة طوال اليوم، بينما كان تراكمت القمامة والمراحيض المتسخة داخل المخيم على الأرض. حاول مارك ماكينون، كبير المراسلين الدوليين لصحيفة ذا جلوب اند ميل، إجراء مقابلة مع إحدى المتظاهرات في معاداة الميدان الجارية، ولكن ومع رفض المتظاهرة، إلا أنها أشارت إليه بأنها دعمت بالفعل احتجاجات الميدان الأوروبي.
وفي البرلمان في 13 ديسمبر، قال زعيم سفوبودا، أوليه تيهنيبوك، أن الأشخاص الذين يتقاضون رواتب حكومية في قطاعات الطب والتعليم والقطاعات الأخرى (ما يسمى بقطاعات "byudzhetnye") يتعرضون للتنمر من أجل الحضور إلى تجمع مؤيد للحكومة مخطط له في نهاية هذا الأسبوع؛ ورد رئيس البرلمان وعضو حزب الأقاليم فولوديمير ريباك قائلًا إن الضغط على الناس أمر خاطئ ويجب أن يتوقف.
في 23 ديسمبر، انتهى التجمع الموالي للحكومة.

### 14-15 ديسمبر 2013؛ التجمع في الساحة الأوروبية

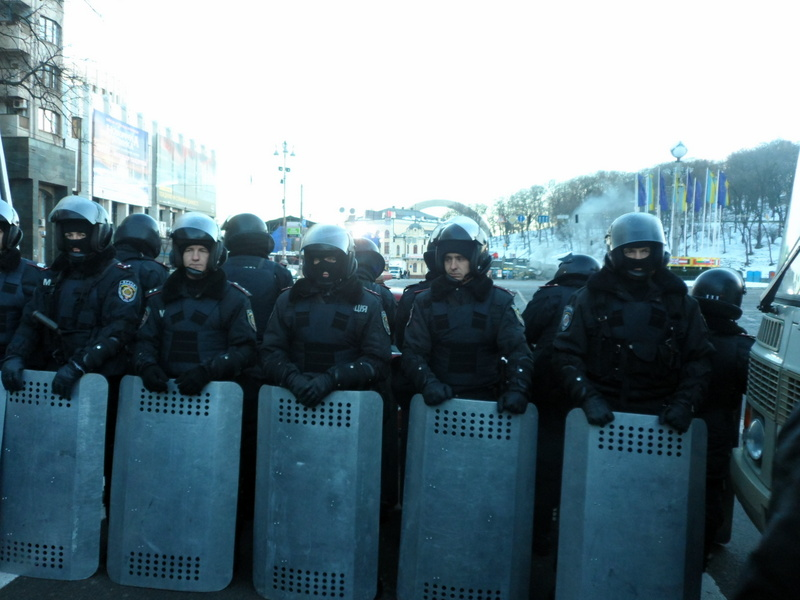
تحرس الشرطة مدخل موقع مظاهرة «معاداة للميدان» في الساحة الأوروبية، في كييف، صباح يوم 14 ديسمبر.

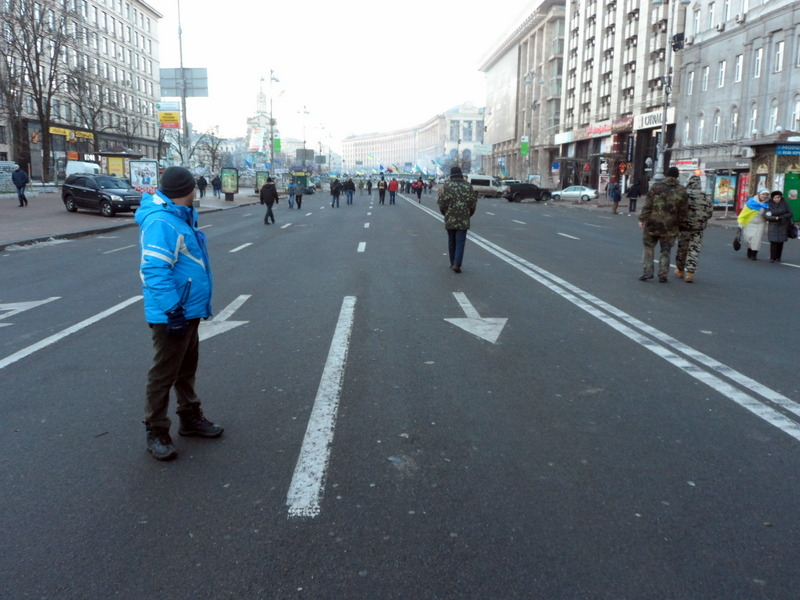
"الممر" في خريشاتك بين الميدان الأوروبي ومظاهرات «معاداة الميدان»، باتجاه ميدان نيزاليزنوستي، الساعة 8:00 صباحًا، 14 ديسمبر.

في 14 ديسمبر، أعلن حزب الأقاليم أنه يعتزم تنظيم مسيرة في الساحة الأوروبية تحت شعار «فلننقذ أوكرانيا». أدان الرئيس السابق ليونيد كرافتشوك خطوة تنظيم مسيرة ثانية في المدينة من قبل المسؤولين. وفقًا لمسؤولي الحزب، من المتوقع أن يأتي 20 ألف من دونيتسك و10 آلاف من دنيبروبتروفسك أوبلاست. كان من المتوقع وصول آخرين من شبه جزيرة القرم وأوبلاست أوديسا وعدد من المناطق الأخرى. وفي الفترة التي سبقت المسيرة، أفيد في 12 ديسمبر أن «الآلاف» من سكان دنيبروبتروفسك (معظمهم من الموظفين الحكوميين وطلاب المدارس الفنية والرياضيين) كانوا يسافرون إلى كييف للانضمام إلى المسيرات المؤيدة للحكومة. قال من تمت مقابلتهم أنهم يفعلون ذلك على مضض، وفقط لمدة يومين، بمعدل 400 إلى 500 هريفنا أوكرانية في اليوم. كما ورد أن موظفي الدولة أُجبروا على الانضمام إلى الجماعة تحت تهديد الفصل. في يوم المظاهرة، اتهم النائب رومان شيريا من UDAR المسؤولين بجلب الأطفال من الملاجئ ووعدهم بالطعام والمأوى. في 13 ديسمبر، قالت منظمة دونيتسك الإقليمية لحزب الأقاليم إن الأشخاص الذين يرغبون في الذهاب إلى كييف سيحصلون على حصص غذائية وسيتم نقلهم على متن قطار بتكليف خاص، يدفع ثمنه الحزب. في أوديسا، غادرت المدينة عدة قطارات تحمل ما يقرب من 3000 طالب ومعلمين للمشاركة في المسيرة المؤيدة للحكومة؛ اعترف الطلاب، بعضهم من أكاديمية أوديسا للقانون، بأنهم سيحصلون على ائتمان مدرسي مقابل الحضور؛ سيحصل الآخرون على تعويض مالي. تم الإبلاغ بالمثل في لوهانسك أن أكثر من 1000 غادروا عبر السكك الحديدية، وكان من حضروا إلى حد كبير هم عمال مناجم الفحم من المنطقة. صرح رئيس بلدية لوهانسك سيرجي كرافشينكو في خطاب أن أكثر من 1500 من السكان سيدعمون الحكومة في المسيرة. من ناحية أخرى، في زاباروجيا، أفيد أن قطارًا مليئًا بـ1600 «رياضي وعامل في المؤسسات والشركات الحكومية» كان متوجهًا إلى كييف. قال المحصلون أنه قطار خاص مستأجر مع تذاكر غير متاحة للجمهور. وفي قائمة صادرة عن الصحفية تاتيانا هونشينكو، تم استئجار ما مجموعه 27 قطارًا، كل منها في المتوسط 20 سيارة من قبل حزب الأقاليم لحدث نهاية الأسبوع من أجل نقل المؤيدين من جميع أنحاء أوكرانيا إلى كييف.
أصدر زعماء المعارضة أرسيني ياتسينيوك وإيهور ميروسنيشنكو تحذيرًا، مستشهدين بمعلومات داخلية، من أن السلطات كانت تخطط لاستخدام التجمع الكبير الموالي للحكومة من أجل بدء صراع أهلي وتبرير إصدار قانون الطوارئ، وهو ما يتطلب استخدام شرطة الشغب في بيركوت والجيش لتطهير الساحة الأوروبية والميدان. حذر ياتسينيوك على وجه التحديد من استخدام البلطجية المستأجرين (تيتوشكي) الذين سيتسللون ويبدأون في إحداث فوضى في المعسكر الموالي لأوروبا، وهم يرتدون ملابس الاتحاد الأوروبي أو الألوان الوطنية. ومع ذلك، دعا زعيم المعارضة يوري لوتسينكو إلى الهدوء وأكد أن المسيرة المؤيدة للحكومة سيحضرها موظفون وطلاب سلميون يتقاضون رواتبهم من الدولة. أكد أولكسندر يفريموف، رئيس الفصيل البرلماني لحزب الأقاليم: «ستكون هذه مظاهرة سلمية بشكل حصري، من السهل دائمًا التعامل مع شعبنا ... سوف نعتمد أيضًا على الشرطة لصنع منطقة عازلة آمنة بين المسيرتين». ومع ذلك، أقر بيان صادر من النائب عن حزب الأقاليم فاديم كوليسنيشنكو بإنشاء مجموعات أهلية يتم تشكيلها في جنوب شرق أوكرانيا وعبر القرم «لحماية النظام العام والدستور»، وأن إحدى هذه المجموعات في سيفاستوبول قد جمعت بالفعل 800 مجند مضيفًا أنهم سيشاركون في أحداث نهاية الأسبوع. وفي مقابلة مع إذاعة أوروبا الحرة / راديو ليبرتي مع أحد الحضور في اليوم لهذا الحدث، كشف هذا (الذي كان يدرس الملاكمة) أنه، والآخرين قد عرضت عليهم 1000 هريفنا أوكرانية من قبل المنظمين للتحريض على معركة مع المتظاهرين على الميدان.
قالت الخدمة الصحفية بوزارة الداخلية لصحيفة كييف بوست في 13 ديسمبر أن المسيرة المؤيدة للحكومة حصلت على إذن بحضور ما يصل إلى 200 ألف شخص. وفقًا لـZerkalo Nedeli، إحدى الصحف الأكثر نفوذًا في البلاد، فقد أمر مجلس الأمن القومي والدفاع في أوكرانيا والحكومة وزارة الدفاع بالمساعدة في توفير الأمن واللوجستيات ونشر المطابخ الميدانية ونقل 200 ألف مدني للتظاهر في مسيرة مؤيدة للحكومة في كييف في عطلة نهاية الأسبوع من 14 إلى 15 ديسمبر. يقال إن وزارة الشؤون الداخلية قد طُلب منها المساعدة في تأمين القادمين إلى كييف من مناطق أخرى من البلاد. تمت تغطية التقرير في وسائل الإعلام من قبل ذا إنسايدر، UNIAN ،  وأوكراينسكا برافدا. لقد نفى وزير الدفاع فيما بعد هذه الشائعات، مستشهدًا بالمادة 17 والمادة 37 من الدستور الأوكراني، التي تحظر مشاركة القوات المسلحة الأوكرانية في المعارك السياسية الداخلية. ومع ذلك، شوهدت الخيام في 13 ديسمبر وهي تُنصب على ممتلكات مملوكة لوزارة الدفاع، وفي تقرير منفصل من زركالو نديلي تم الكشف عن أن وزارة الدفاع كانت تجري تدريبات على مدار اليومين الماضيين، بما في ذلك جرد المعدات (مثل المطابخ الميدانية والمركبات) لدعم الاحتجاجات المؤيدة للحكومة. كما تم نقل الموارد إلى Ukpromakord، مورد المواد الغذائية للقوات المسلحة الأوكرانية. علاوة على ذلك، وفي يوم الحدث، أفاد الشهود وصوروا 40 مطبخًا ميدانيًا عسكريًا يخدم المؤيدين للحكومة في حديقة ماريانسكي.
تحدث رئيس الوزراء ميكولا أزاروف في التجمع وأخبر الحاضرين أن أوكرانيا لم تتراجع عن هدفها المتمثل في الاندماج في الاتحاد الأوروبي: «يُزعم أننا نخون أوكرانيا ونوقع [اتفاقية الانضمام] إلى الاتحاد الجمركي لبيلاروسيا وكازاخستان وروسيا. إنني أنكر بشدة هذه التخمينات». وأشار إلى تصريحات قالت أن السلطات الأوكرانية تخطط للانضمام إلى هذا الاتحاد الجمركي على أنها «تربح». كما حث أزاروف على «لا تقسموا أوكرانيا، لا تبنوا حواجز». وقال أزاروف أن الاتحاد الأوروبي أصر على «شروط غير مقبولة» لتوقيع اتفاقية الشراكة، بما في ذلك إدخال زواج المثليين وقوانين تحمي الأقليات الجنسية. «يروي قادة المعارضة الخرافات عندما يقولون إنه يتعين علينا فقط التوقيع على اتفاقية [الشراكة] [مع الاتحاد الأوروبي] لبدء السفر إلى أوروبا بدون تأشيرة في اليوم التالي. لا شيء من هذا القبيل. لا يزال يتعين علينا الامتثال لمجموعة كاملة من الشروط المسبقة: علينا إضفاء الشرعية على الزواج من نفس الجنس، وعلينا اعتماد تشريع بشأن المساواة بين الأقليات الجنسية، وما إلى ذلك. هل مجتمعنا مستعد لذلك؟». انتقل أزاروف بعد ذلك إلى فيينا، حيث يحتفظ بمنزل فخم.
وفي الحدث، دعا النائب عن حزب الأقاليم هريهوري سميتيوخ الحضور لمناشدة الرئيس الروسي فلاديمير بوتين لخفض سعر الغاز في أوكرانيا، وأشرك الحشد في هتاف «بوتين! بوتين!»
ادعى المنظمون حضور أكثر من 100 ألف؛ فيما يقدر عدد أفراد الشرطة بحضور 60 ألف شخص، وهو ما يقدر أيضًا بأنه أقصى سعة للميدان؛ قدّر شهود العيان عدد الحضور أقل بما يصل إلى 20 ألف. وفي الساعة 06:00 مساءً أعلن رئيس حزب الأقاليم أولكسندر إفريموف انتهاء الاجتماع قبل يوم من الموعد المخطط له. وبحلول نهاية المسيرة، لم يتبق سوى 3000 شخص، وبحلول المساء، كانت الساحة الأوروبية مهجورة.
استمر التجمع في 15 ديسمبر من الساعة 10:00 صباحًا حتى 4:00 مساءً، وكانت هناك تقارير مختلفة تفيد بأن الحضور لم يتلقوا رواتبهم بالكامل مقابل وقتهم. قال أرتور مارتوفيتسكي، وهو مشرع من حزب الأقاليم: "جاء الناس للتعبير عن إرادتهم. لقد دفعنا لهم 300 ساعة يوميًا، إنني لم أعدهم بأي أموال، وأنا هنا مع ناخبي".

### يناير 2014؛ التجمع في حديقة ماريانسكي
بدأ تجمع آخر لمؤيدي حزب الأقاليم في 13 يناير 2014 واستمر حتى اعتماد ميزانية الدولة لعام 2014 في 17 يناير. وبحسب المنظمين، فإن الناس يحضرون المسيرة لأنهم يريدون «الاستقرار في البلاد» ويعتقدون أنه من غير المقبول إعاقة اعتماد ميزانية الدولة. يخطط المتظاهرون لقضاء الليل في مدينة الخيام في حديقة ماريانسكي. وبحسب المنظمين، فإن المشاركين في المسيرة كانوا يجمعون التوقيعات التي سيتم إرسالها إلى مجلس مدينة كييف مع طلب تحرير وسط كييف من المتظاهرين، بما في ذلك خريشاتك وميدان الاستقلال. ذكر المنظمون أن المتظاهرين كانوا يؤيدون حلًا سلميًا لهذه القضية وكانوا ضد التفريق العنيف للتجمع المؤيد لأوروبا. أفادت وكالة إنترفاكس الأوكرانية في 13 يناير أنه تم نصب حوالي عشر خيام في المتنزه وتم نصب دروع معدنية متعامدة مع شارع هروشيفسكوهو، ووقف ضباط إنفاذ القانون خلفها.
لقد انتقد رئيس الوزراء أزاروف تغطية الميدان الأوروبي في وسائل الإعلام الغربية، وعدم الاهتمام بـ«معاداة الميدان» قائلًا: «إن الإعلام الغربي يهتم بمربع واحد ولا يدفع ثمن آخر»، وقال إن معاداة الميدان تمثل كل أوكرانيا، في حين أن الميدان الأوروبي ككل يمثل فقط لفيف، وترنوبل، وإيفانو فرانكيفسك. ثم ذكر أن غالبية أوكرانيا تدعم الرئيس والحكومة ولم تعد مهتمة بالتكامل الأوروبي.
مظاهرة أخرى من قبل أنصار حزب الأقاليم (المخطط لجلب ما يصل إلى 10,000 من الحضور) في حديقة ماريانسكي بدأت في 21 يناير 2014 ضد محاولة «الانقلاب» المزعومة من قبل متظاهري الميدان الأوروبي. كان من المقرر أن تستمر حتى نهاية أعمال الشغب في شارع هروشيفسكوهو عام 2014.

## حركات أخرى لمعاداة الميدان
خطط الحزب الشيوعي الأوكراني لجمع 2000 مؤيد لتجمع 24 نوفمبر 2013 ضد توقيع اتفاقيات مع الاتحاد الأوروبي. نصب الشيوعيون الذين حضروا الخيام بالقرب من تمثال لينين في كييف، بهدف حمايته من التخريب.
في 25 نوفمبر، نظمت في سيفاستوبول مظاهرة «معاداة الميدان» من قبل الكتلة الروسية والحزب الشيوعي الأوكراني. تم عقد الاجتماع لدعم الانضمام إلى الاتحاد الجمركي لبيلاروسيا وكازاخستان وروسيا. تضمنت المسيرات السابقة التي نظمتها الكتلة الروسية في الأسابيع السابقة حرق علم الاتحاد الأوروبي ومناهضة الحكومة، وخطابًا مناهضًا لأوكرانيا، وفي 26 نوفمبر، تم تنظيم احتجاج آخر معادٍ للميدان في دونيتسك، وقد جذب 30 طالبًا متظاهرًا فقط. ذكر المنظمون أن الاتحاد الأوروبي دمر اقتصادات الأعضاء الجدد، وأن الانضمام سيؤدي إلى الفساد وزواج المثليين. جاء هذا الاحتجاج ضد الاحتجاج المؤيد للاتحاد الأوروبي في ميدان يوروميدان على بعد 200 متر، والذي اجتذب ما لا يزيد عن 50 متظاهرًا. في اليوم التالي، نظمت الكتلة الروسية والشيوعيون مسيرة صغيرة معادية للميدان في ميكولايف. وفي مسيرة 25 نوفمبر في لوهانسك، قوبل المتظاهرون بمقاومة من مجموعة من دون قوزاق، الذين كانوا ضد عضوية الاتحاد الأوروبي وأشاروا إلى المتظاهرين المؤيدين للاتحاد الأوروبي على أنهم فاشيين.
في 1 ديسمبر، جمعت مسيرة شيوعية في دونيتسك حوالي 200 من مؤيد معظمهم من كبار السن الذين هتفوا: «اتحاد أوكرانيا وروسيا وبيلاروسيا أمر لا مفر منه». في اليوم التالي، أدلت عضو البرلمان أنتونينا خروموفا عن الحزب الشيوعي ببيان في مجلس دونيتسك الإقليمي بالموافقة على استخدام القوة لإخراج المحتجين في كييف، وقد قوبلت بالتصفيق. كما تابعت القول أن أوكرانيا لا تحتاج إلى القيم الأوروبية، وهي «زواج المثليين» و«المتسولين الأفارقة».
اختار مجلس مدينة سيفاستوبول، بمبادرة من الكتلة الروسية، مناشدة الرئيس والحكومة الأوكرانية لإعادة توجيه السياسة الخارجية تجاه روسيا واتحادها الجمركي. كما طالبت الكتلة الروسية باستقالة وزير التربية والتعليم دميترو تاباتشنيك، لعدم منع الطلاب من المشاركة في احتجاجات الميدان الأوروبي. في 8 ديسمبر، نظمت منظمة «المجتمع الروسي في سيفاستوبول» مسيرة لدعم قوات مكافحة الشغب في بيركوت والتي تصدرت عناوين الصحف لاعتدائها على الطلاب والصحفيين في كييف في الأسبوع السابق. أعربت قائدة المجموعة، تاتيانا إرماكوفا، عن غضبها من حقيقة أن المحتجين، حسب قولها، استفزوا وهاجموا قوات بيركوت، وقالت «لا يوجد بلد في العالم سيسمح بمثل هذا الخروج على القانون الذي يحدث لليوم السابع عشر في الميدان». كما شكر البيان الرسمي الصادر عن المجتمع الروسي على وجه التحديد قوات مكافحة الشغب على «حمايتنا من الفاشيين»، ووصف متظاهري الميدان الأوروبي بـ«النازيين» و«البانديريين».
في 14 ديسمبر، التقى قادة الكتلة الوحدة الروسية مع القنصل العام لروسيا في شبه جزيرة القرم، فياتشيسلاف سفيتليشني، وأعلنوا استعدادهم لمقاومة الميدان للمطالبة بانفصال شبه الجزيرة عن أوكرانيا.
في 25 يناير، جرت مظاهرة مؤيدة للحكومة ومعادية للميدان في ميكولايف، مع وصف الحاضرين إلى حد كبير بأنهم شباب، رياضيون، ويبدو أنهم متشائمون. تظاهر 400 شخص ضد الفاشية ورفعوا لافتات تروج لوحدة أوكرانيا وبيلاروسيا وروسيا.
في 26 يناير، نظمت مسيرة ضد حركة ميدان في سيمفيروبول، بحضور 200 شخص. اتهم المتظاهرون الصحفيين بقتل الناس في كييف. تجمع 1000 شخص في دونيتسك، بدعم من أنصار المناطق المحلية والشيوعيين والقوزاق الجديد؛ تسببت الاشتباكات في وقوع بعض الاصابات.
في 1 فبراير، عقد الشيوعيون في دنيبروبتروفسك مسيرة لدعم دمج أوكرانيا مع روسيا وبيلاروسيا، ودعوا إلى فرض حظر التجول، وإغلاق البنوك، وطرد الأجانب. في يناير 2015، قالت حركة معاداة الميدان في روسيا أنها مستعدة لاستخدام العنف لوقف المتظاهرين المناهضين للحكومة والمؤيدين للديمقراطية.

## نقد
حققت العديد من المنافذ الإخبارية في المزاعم للتأكد من أن الحاضرين في التجمعات المؤيدة للحكومة فعلوا ذلك بشكل عام للحصول على تعويضات مالية وليس لأسباب سياسية، ولم يكن ذلك رد فعل طبيعي على الميدان الأوروبي. قال أوليكسي هاران، أستاذ العلوم السياسية في أكاديمية كييف موهيلا في كييف، «يقف الناس في الميدان الأوروبي احتجاجًا على انتهاك حقوق الإنسان في الدولة، وهم مستعدون لتقديم التضحيات». «الناس في معاداة الميدان يقفون من أجل المال فقط. تستخدم الحكومة هؤلاء الموظفين لإثارة المقاومة. لن يضحوا بأي شيء». ومع ذلك، فقد 42 ناشطًا من معاداة الميدان حياتهم في حريق أوديسا 2014.

## خلفاء معاداة الميدان
- الجبهة الأوكرانية، الخليفة الرئيسية لمعاداة الميدان التي حلت محل الحركة ووحدت جميع فروعها
  - Odesskaya Druzhina، فرع مدينة أوديسا
  - Oplot، فرع مدينة خاركيف
  - Oplot Donbassa (لاحقًا - Russkaya Pravoslavnaya Armiya)، فرع مدينة دونيتسك
  - Armiya Yuga-Vostoka، فرع مدينة لوهانسك